# Zhuge Qiao
Zhuge Qiao (204 – 228) è stato un militare cinese e secondo figlio Zhuge Jin, fratello del famoso stratega Zhuge Liang.

## Biografia
In gioventù Zhuge Qiao venne adottato da Liang. Qiao venne nominato Comandante Capo della Guardia a  Cavallo e accompagnò Zhuge Liang a Hanzhong. Qiao era considerato come un possibile erede di Zhuge Liang, ma finì col morire alla giovane età di 24 anni nel 228. La sua morte fu il risultato della tensione fra Wu e vari ufficiali che cospiravano uno contro l'altro per l'influenza sulla corte di Wu. Alla sua morte suo figlio Zhuge Pan ottenne la posizione di Protettore Provvisorio dell'esercito. Intanto Zhuge Ke, l'altro figlio di Zhuge Jin venne giustiziato insieme ai suoi figli e ai suoi nipoti dai Wu. Non appena Zhuge Liang ebbe un suo diretto discendente, Zhuge Pan divenne l'erede di Zhuge Jin.